# ژاک مارتن
ژاک مارتن( به فرانسوی Jacques Martin) در ۲۲ ژوئن ۱۹۳۳ در لیون در فرانسه متولد شد و در ۱۴ سپتامبر ۲۰۰۷ در بیاریتزاز سرطان درگذشت. او هنرپیشه ، گوینده رادیو و تلویزیون و تهیه کننده برنامه‌های تلویزیونی بود.